# Kolonia Druga (Trębanów)
Kolonia Druga – część wsi Trębanów w Polsce, położona w województwie świętokrzyskim w powiecie ostrowieckim w gminie Ćmielów.
W latach 1975–1998 Kolonia Druga administracyjnie należała do województwa kieleckiego.